# ستاميكربون
ستاميكربون هو مركز الترخيص والملكية الفكرية التابع لشركة مير تكنيمونت، والذي يرخص التقنية لتصنيع اليوريا، بالإضافة إلى توفير خدمات المتابعة المصممة لضمان أفضل تشغيل ممكن لمصنع اليوريا طوال فترة عمله. يقع المقر الرئيسي لمركز ستاميكربون في مدينة سيتارد جيلين بهولندا.

## لمحة تاريخية

### مقدمة
كانت شركة ستاميكربون منذ إنشائها في عام 1947 وحتى عام 2009 شركة تابعة لشركة دي إس إم (مناجم الدولة الهولندية سابقًا)، قبل أن تُباع في عام 2009 لشركة مير تكنيمونت. كانت شركة دي إس إم قد أنشات شركة ستاميكربون في الأصل في عام 1947 لغرض إدارة محفظة براءات الاختراع الخاصة بها وترخيص تقنيتها. حيث كانت شركة دي إس إم في الأساس شركة لتعدين الفحم، وكانت شركة ستاميكربون في البداية مسؤولة عن بيع تقنيات مصانع تحضير الفحم. ويعكس اسم الشركة أصلها حيث تشير كلمة «ستامي» إلى مناجم الدولة الهولندية، وتشير كلمة «كربون» إلى الفحم. تحولت أنشطة شركة دي إس إم في السنوات التالية تدريجيًا من تعدين الفحم إلى تصنيع المواد الكيميائية المشتقة من الفحم، ثم من الغاز الطبيعي بعد ذلك. نمت محفظة شركة ستاميكربون التقنية لتشمل عددًا من المنتجات الأخرى، والتي كان من بينها اليوريا، ومشتقات اليوريا، والميلامين، والكابرولاكتام، والبولي إيثيلين، والفينول، ومطاط إي بي دي إم.
استحوذت شركة سابك العربية السعودية على أنشطة البتروكيماويات في شركة دي إس إم في عام 2002، ومن ثم نقلت جميع أنشطة الترخيص لشركة سابتك التابعة لشركة سابك باستثناء تقنية اليوريا والبولي إيثيلين الخطي منخفض الكثافة. كما استولت شركة أو سي إي نيتروجين بعد ذلك على ترخيص صناعة الميلامين.

### التحول إلى اليوريا

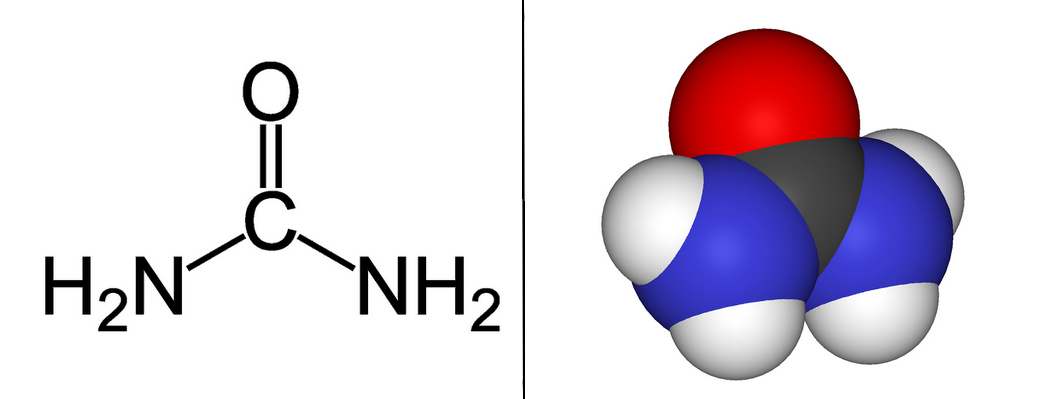
بنية مركب اليوريا

تتضاءل كميات اليوريا بسبب حجم استخدامها كسماد نيتروجينيعلى الرغم من أن لها عددًا من الاستخدامات الصناعية. حيث تحتوي اليوريا على أعلى محتوى من النيتروجين (46٪ من الوزن) من بين جميع مواد الأسمدة النيتروجينية الصلبة المعترف بها. ازداد استخدام اليوريا منذ أوائل خمسينيات القرن العشرين فصاعدًا بشكل متواصل، مما أدى إلى التخلي تدريجيًا عن كل من مركبات كبريتات الأمونيوم، والتي كانت تُعتبر في السابق المنتج السائد والأكثر استخدامًا، ومنافسيها من مركبات نترات الأمونيوم. يقف السوق اليوم عند معدل استهلاك بلغ حوالي 170 مليون طن متري سنويًا ولا يزال ينمو بمعدل سنوي يبلغ حوالي 3٪.
بحلول عام 2025 سيتعين مضاعفة إنتاج الغذاء العالمي لتلبية الطلب على الغذاء لحوالي 8 مليارات شخص حول العالم. ونظرًا لأن المساحة المزروعة تميل إلى الانخفاض بدلاً من الزيادة، فسوف يتعين إنتاج الغذاء الإضافي عن طريق زيادة الإنتاجية لكل هكتار من الأراضي الزراعية الموجودة. يمكن أن يساعد استخدام الأسمدة، وخاصة أسمدة اليوريا، في حل هذه المشكلة. في كانون الأول (ديسمبر) 1953 عندما كانت شركة دي إس إم تؤسس نشاطها لتصنيع اليوريا، اتخذت قرارًا بعدم السعي للحصول على ترخيص لأي تقنية حالية لليوريا ولكن التركيز على تطوير تقنيتها الخاصة داخليًا بدلًا من ذلك. وباعت شركة ستاميكربون في عام 1957 أول ترخيص لليوريا لها لشركة سوسايتي كاربوكيميك التي يقع مقرها في مدينة ترتر في بلجيكا لمصنع بسعة إنتاجية 70 طنًا متريًا في اليوم. احتلت اليوريا مكانة مهمة في محفظة شركة ستاميكربون نظرًا لنمو سوق اليوريا العالمي.

## ندوة اليوريا
تعقد شركة ستاميكربون ندوة عن اليوريا مرة كل أربع سنوات، حيث يتم تقديم التطورات التقنية الجديدة وإنشاء جهات اتصال اجتماعية تتعلق بإنتاج واستخام وتطوير اليوريا أو تحديثها. عُقدت ندوات اليوريا لأول مرة في عام 1966، وكان عدد الحاضرين آنذاك 31 مشاركًا يمثلون 16 مرخصًا من 11 دولة. ثم تم توسيع قاعدة الجمهور المدعو لحضور هذه الندوات بعد ذلك ليشمل المقاولين وموردي المعدات. وبلغ عدد الحضور في أحدث ندوة، والتي عُقدت في عام 2016، حوالي 300 شخص.